# Діброва Юлія Олексіївна
Діброва Юлія Олексіївна – українська композиторка, кінокомпозиторка, музикознавиця, авторка ряду наукових статей, Членкиня Національної спілки композиторів України, переможеця міжнародних та Всеукраїнських мистецьких конкурсів й фестивалів. За вагомий внесок у розвиток українського музичного мистецтва відзначена нагородою очільника м. Києва (Омельченка О. О.) та занесена до Енциклопедії Сучасної України.

## З життєпису
Народилася 7 травня 1979 року в селищі Чорнухи, Полтавської області.
У 1996 році, після закінчення школи вступає до Полтавського музичного училища ім. М. В. Лисенка відразу на 2-й курс саме теоретичного відділу, щоб отримати ґрунтовні знання з теорії музики. Перший курс закінчує екстерном.
В училищі Юлія продовжує навчатися композиції та бере участь у Всеукраїнських конкурсах, де займає призові місця.
Відразу після закінчення музичного училища, у 1999 році вступає на композиторський факультет Національної музичної академії України ім. П. І. Чайковського у клас академіка, професора Євгена Станковича – Героя України, лауреата Шевченківської премії.
Вже під час навчання в академії, Юлія починає співпрацю з відомими режисерами-постановниками такими, як: Борис Шарварко, Юрій Перенчук, Олександр Лещенко, Дмитро Мухарський, Юрій Бійма та інші. 
Юлія створювала музику до масштабних постановок, що проходили в палаці мистецтв «Україна», Національному театрі опери та балету за участі зірок шоу-бізнесу таких, як Софія Ротару, Олександр Пономарьов, Ані Лорак, Альона Вінницька, балет «Форсайт» та багато інших.
Після закінчення академії та здобувши ступінь Магістра, Юлія продовжила навчання в аспірантурі та розпочала викладацьку діяльність, пізніше почала суміщати викладацьку діяльність з посадою заступника декана в університеті «Україна».
Паралельно було розпочато роботу над кандидатською дисертацією під керівництвом Мирослава Скорика та Ольги Путятицької.
З 2005 року Юлія Діброва – член Національної спілки композиторів України. Сьогодні композитор працює в усіх галузях музичного мистецтва: пише в жанрах симфонічної, хорової, камерної та поп-музики. Створює музику для театру і кіно.
У її творчому доробку: симфонії, ораторії, хори, музика до театральних постановок та саундтреки до кінофільмів.
У 2010 році на замовлення Володимира Гройсмана (тоді ще очільника Вінниці) Юлія написала гімн міста Вінниці.
Юлія продовжує співпрацю з режисерами постановниками та кінорежисерами (Бійма Олег).  У творчій співпраці зі своїм братом Олексієм Дібровою створює пісні для українських виконавців.